# Systenoplacis maritimus
Systenoplacis maritimus là một loài nhện trong họ Zodariidae.
Loài này thuộc chi Systenoplacis. Systenoplacis maritimus được Rudy Jocqué miêu tả năm 2009.